# Фареон

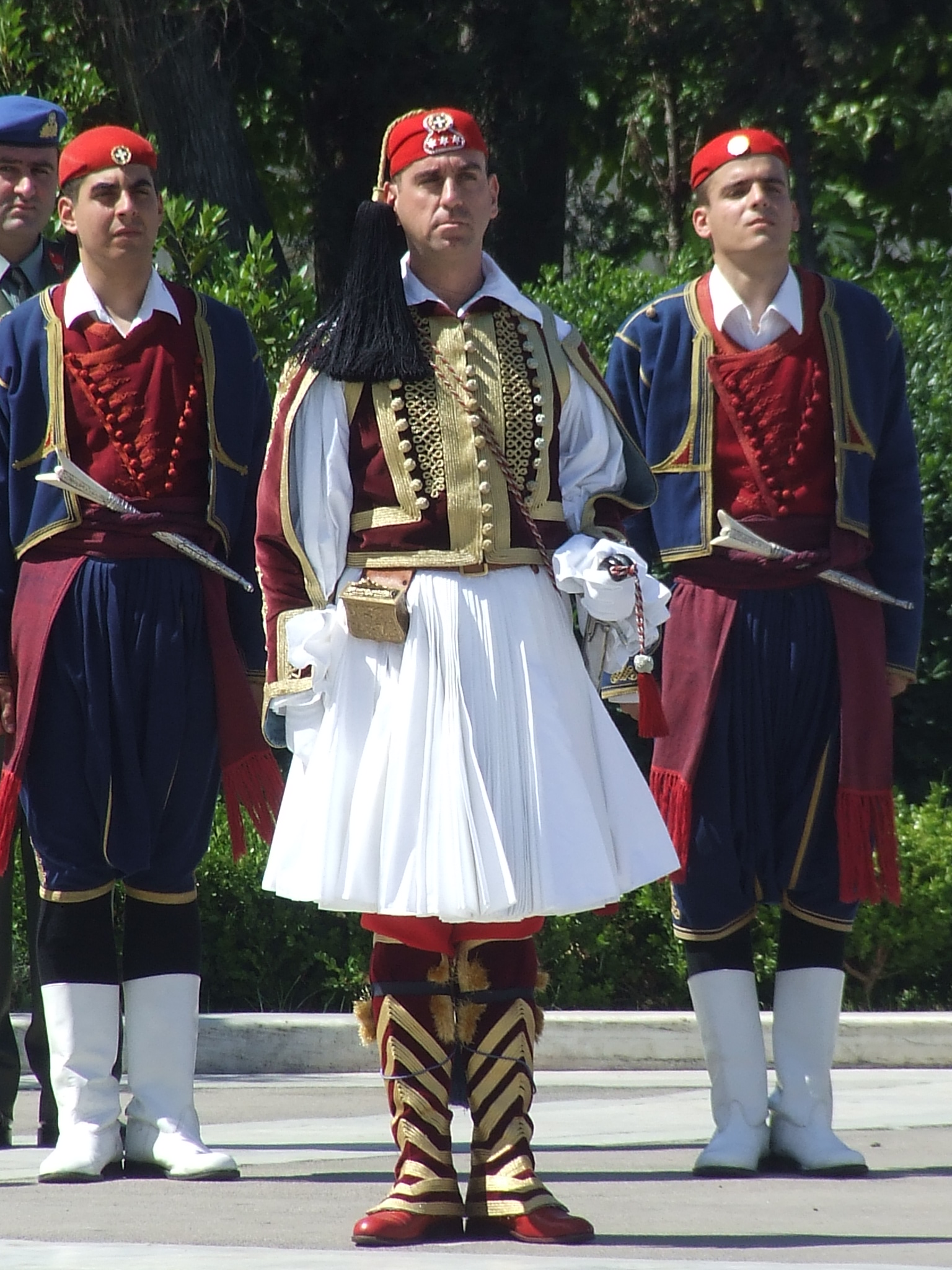
Офицер (в центре) и рядовые эвзоны

Фареон (греч. φάριο) — ярко-красная шапочка с длинной кистью, часть национального греческого костюма.
Сейчас фареон, наряду с фустанеллой и царухами — элемент официальной униформы элитного подразделения Вооруженных сил Греции — Президентской гвардии эвзонов. Фареон эвзона имеет эмблему вооруженных сил Греции с гербом Греции. У рядовых эвзонов кисть на фареоне длиннее, чем у офицеров. На фареоне же у офицеров кроме герба Греции изображены звездочки.
Фареон изготавливается из красного войлока, кисть — всегда из черного шелка. Эти цвета — красный и черный — символы слез Христа на Распятии, в греческом костюме напоминают о жертвах греческого народа, положенные на алтарь борьбы за независимость от Османской империи.
Греческий фареон часто сравнивают с турецкой феской, что греческая сторона, по понятным причинам, всячески отвергает.